# Bukatoxin
Bukatoxin ist ein Toxin aus dem Skorpion Buthus martensi Karsch.

## Eigenschaften
Bukatoxin ist ein Peptid und bindet an Natriumkanäle, wodurch diese dauerhaft geöffnet bleiben und Aktionspotentiale verlängert werden. Bukatoxin gehört zu den Skorpiontoxinen mit vier Disulfidbrücken und besitzt Cysteine an den Positionen 12, 16, 22, 26, 36, 46, 48 und 63. Vermutlich hemmt es die Inaktivierung von Natriumkanälen durch Bindung der Bindungsstelle 3.